# Naděžda Galljamovová
Naděžda Galljamovová (rusky: Надежда Галлямова; * 30. dubna 1988 Jekatěrinburg) je ruská horolezkyně a reprezentantka v ledolezení, vicemistryně světa v ledolezení na rychlost.
V ruské reprezentaci v ledolezení a ve sportovním lezení byla také její starší sestra Anna Galljamovová (* 1986), vítězka celkového hodnocení světového poháru v ledolezení na obtížnost.

## Závodní výsledky
| Mistrovství světa | Mistrovství světa | Mistrovství světa | Mistrovství světa | Mistrovství světa |
| Rok               | 2011              | 2013              | 2015              | 2017              |
| ----------------- | ----------------- | ----------------- | ----------------- | ----------------- |
| Rychlost          | 3                 | 8                 | 2                 | 3                 |

| Světový pohár       | Světový pohár | Světový pohár | Světový pohár  | Světový pohár | Světový pohár | Světový pohár | Světový pohár | Světový pohár | Světový pohár |
| Rok                 | 2010          | 2011          | 2012           | 2013          | 2014          | 2015          | 2016          | 2017          | 2018          |
| ------------------- | ------------- | ------------- | -------------- | ------------- | ------------- | ------------- | ------------- | ------------- | ------------- |
| Obtížnost           | 12            | 9             | 11             | 6             | 5             | 4-5           | 8             | 8-9           | 6             |
| jednotlivě* (0/1/3) | 7,-,-,4       | 13,14, 15,7   | 9,10, 13,11,11 | 11,9, 9,8,5   | 7,4, · 6,6,   | ,,4, · 5,9,   | 4,20, 13,7    | 4,15, 12,5,9  | 11,6,8,10,7   |
|                     |               |               |                |               |               |               |               |               |               |
| Rychlost            | 6             | 4             | 6              | 7             | 6             | 4             | 4-5           | 4             | 4             |
| jednotlivě* (2/3/6) | ,-,-,         | 8,8, · ,      | 6,8, 7,6,7     | 5,9, 9,5,8    | 5,, · 6,8,10  | ,5,5, · 7,6,  | ,5, · 4,9     | ,4, · ,4      | 6,,6,4,9      |

* poznámka: napravo jsou poslední závody v roce
| Mistrovství Evropy | Mistrovství Evropy | Mistrovství Evropy | Mistrovství Evropy | Mistrovství Evropy | Mistrovství Evropy |
| Rok                | 2012               | 2014               | 2016               | 2018               | 2020               |
| ------------------ | ------------------ | ------------------ | ------------------ | ------------------ | ------------------ |
| Obtížnost          | 9                  | 3                  | 5                  | 5                  | 9                  |
| Rychlost           | 7                  | 10                 | 8                  | 9                  | 5                  |